# 直立锦香草
直立锦香草（学名：Phyllagathis erecta）为野牡丹科锦香草属下的一个种。

## 扩展阅读
維基物種上的相關：直立锦香草